# MBNL1
MBNL1 (англ. Muscleblind like splicing regulator 1) – білок, який кодується однойменним геном, розташованим у людей на короткому плечі 3-ї хромосоми.  Довжина поліпептидного ланцюга білка становить 388 амінокислот, а молекулярна маса — 41 817.
| 10         |  | 20         |  | 30         |  | 40         |  | 50         |
| ---------- |  | ---------- |  | ---------- |  | ---------- |  | ---------- |
| MAVSVTPIRD |  | TKWLTLEVCR |  | EFQRGTCSRP |  | DTECKFAHPS |  | KSCQVENGRV |
| IACFDSLKGR |  | CSRENCKYLH |  | PPPHLKTQLE |  | INGRNNLIQQ |  | KNMAMLAQQM |
| QLANAMMPGA |  | PLQPVPMFSV |  | APSLATNASA |  | AAFNPYLGPV |  | SPSLVPAEIL |
| PTAPMLVTGN |  | PGVPVPAAAA |  | AAAQKLMRTD |  | RLEVCREYQR |  | GNCNRGENDC |
| RFAHPADSTM |  | IDTNDNTVTV |  | CMDYIKGRCS |  | REKCKYFHPP |  | AHLQAKIKAA |
| QYQVNQAAAA |  | QAAATAAAMT |  | QSAVKSLKRP |  | LEATFDLGIP |  | QAVLPPLPKR |
| PALEKTNGAT |  | AVFNTGIFQY |  | QQALANMQLQ |  | QHTAFLPPVP |  | MVHGATPATV |
| SAATTSATSV |  | PFAATATANQ |  | IPIISAEHLT |  | SHKYVTQM   |  |            |

A: Аланін

C: Цистеїн

D: Аспарагінова кислота

E: Глутамінова кислота

F: Фенілаланін

G: Гліцин

H: Гістидин

I: Ізолейцин

K: Лізин

L: Лейцин

M: Метіонін

N: Аспарагін

P: Пролін

Q: Глутамін

R: Аргінін

S: Серин

T: Треонін

V: Валін

W: Триптофан

Кодований геном білок за функцією належить до фосфопротеїнів. 
Задіяний у таких біологічних процесах як процесінг мРНК, сплайсінг мРНК, альтернативний сплайсинг. 
Білок має сайт для зв'язування з іонами металів, іоном цинку, РНК. 
Локалізований у цитоплазмі, ядрі.